# Brunatny Dom
Brunatny Dom (niem. Braunes Haus) – nazwa centrali partyjnej Narodowosocjalistycznej Niemieckiej Partii Robotników (NSDAP), mieszczącej się przy ulicy Briennerstraße 45 w Monachium; kierownictwo partii miało tam swoją siedzibę w latach 1930–1945. Nazwę swoją budynek zawdzięczał kolorom mundurów noszonych przez funkcjonariuszy Narodowosocjalistycznej Niemieckiej Partii Robotników.

## Pałac neoklasycystyczny
Budynek, który zasłynął później jako Brunatny Dom, został zaprojektowany przez Jean-Baptiste Metiviera i wybudowany w 1828 roku. Wielokrotnie zmieniał właścicieli. Pierwszym był baron Carl von Lotzbeck. W 1838 roku nabył go markiz Fabio Pallavicini chargé d’affaires Królestwa Sardynii w bawarskim rządzie. Od 1861 roku należał do Królestwa Włoch i prawdopodobnie był rezydencją  włoskiej ambasady. W 1866 roku pałac był własnością fotografa sądowego Josepha Alberta, a następnie – od roku 1876 – należał do angielskiego kupca Richarda Barlowa. Zyskał wtedy miano Palais Barlow. Pałac odziedziczył syn kupca – Willy Barlow. Nieruchomość trafiła ostatecznie w ręce Narodowo-Socjalistycznej Partii Robotników 26 maja 1930 roku. Została sprzedana partii przez wdowę – Elżbietę Barlow za 805 864 marek w złocie.

## Centrala NSDAP

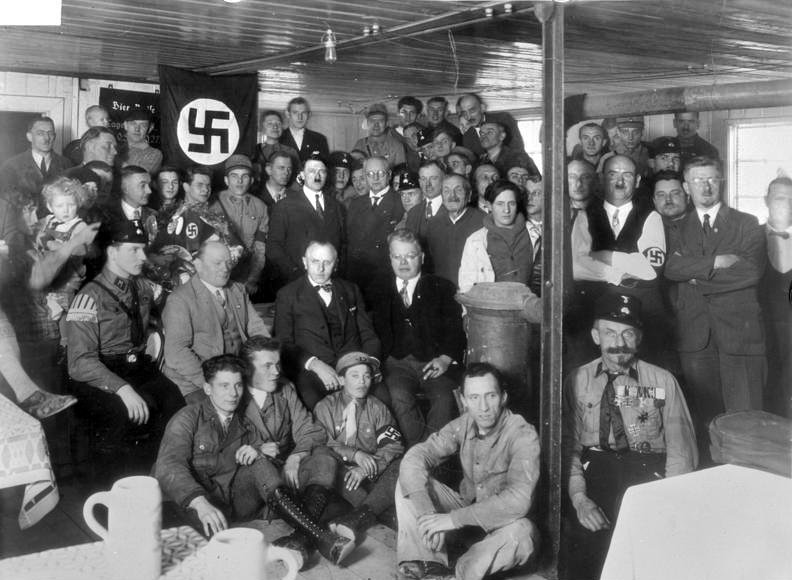
Inauguracja Brunatnego Domu, 1930

Założeniem niemieckiej partii nazistowskiej było posiadanie siedziby w Monachium. Wraz ze wzrostem znaczenia NSDAP i rozrostem jej struktur dotychczasowa centrala partii, mieszcząca się przy ulicy Schellingstraße, okazała się zbyt mała. Kierownictwo partii zdecydowało się na zakup nowej siedziby w postaci Palais Barlow. Zakup rezydencji nie był jednak sprawą przypadku czy okazji. Ponieważ Adolf Hitler uważał siebie za mecenasa kultury, odrzucony został przez niego wcześniejszy pomysł wybudowania nowej siedziby NSDAP w formie wieżowca. Zdaniem Hitlera sama siedziba powinna być „kulturowym dokumentem” partii nazistowskiej. Hitler był z tego zakupu bardzo zadowolony i osobiście poświęcił się nadzorowaniu adaptacji wnętrza budynku na nowe cele. Przebudowa budynku rozpoczęła się jesienią 1930 roku, a kierował nią architekt wnętrz Paul Ludwig Troost. Dom otwarto 1 stycznia 1931. Okoliczni mieszkańcy skarżyli się jednak na obniżenie wartości ich nieruchomości. Przyczyną był gwałtowny wzrost ruchu samochodowego na Briennerstraße, generowany przez członków i delegatów partii. Na temat zakupu prasa również wypowiadała się niepochlebnie – zakup wyśmiewany był jako jak urojenia wielkości i nawiązywała do projektów budowlanych Ludwika I. 
W roku 1933 Troost był również odpowiedzialny za projekt dzielnicy partii.
W czasie II wojny światowej budynek został poważnie uszkodzony. W 1947 roku jego szczątki zostały wyburzone. Od 2005 roku planowane jest w jego miejscu Centrum Dokumentacji i Edukacji o Historii Narodowego Socjalizmu.